# Page Kennedy

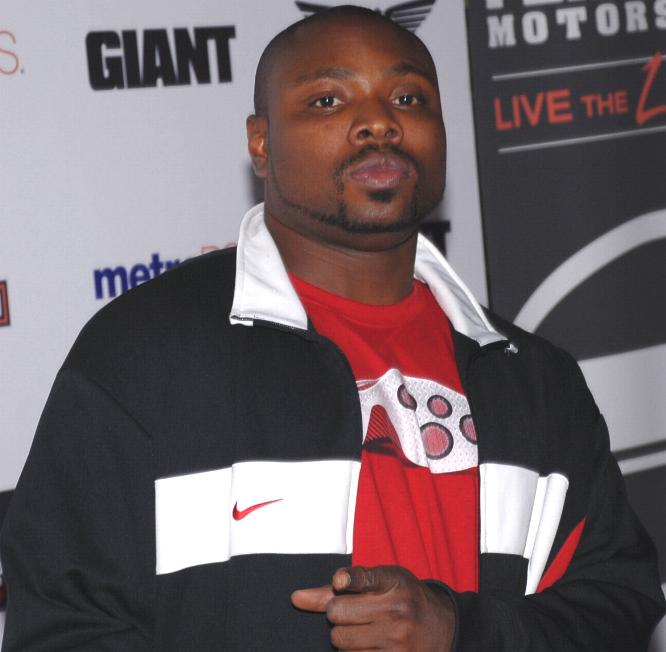
Page Kennedy (2007)

Page Kennedy (* 23. November 1976 in Detroit, Michigan als Felton Eugene Kennedy II) ist ein US-amerikanischer Schauspieler.

## Leben und Karriere
Page Kennedy wurde am 23. November 1976 als Sohn eines Arztes in Detroit im US-Bundesstaat Michigan geboren, verbrachte jedoch seine ersten Lebensjahre bei seiner alleinerziehenden Mutter in Los Angeles, Kalifornien. Im Alter von sechs Jahren zog er zu seinem Vater, der jedoch zehn Jahre später starb. Sein Vater wollte, dass sein Sohn ebenfalls Medizin studierte; dieser wollte die Universität allerdings nur aufgrund des dortigen Hochschulsports – in Kennedys Fall College Football – besuchen. Nach dem Tod seines Vaters war Kennedy auf sich alleine gestellt, setzte aber den Traum seines Vaters, den einzigen Sohn aufs College zu schicken, in die Tat um und schrieb sich am Grand Rapids Community College ein. Kurz darauf wechselte er allerdings an die renommiertere Western Michigan University. Dort wurde er durch die Werke von William Shakespeare inspiriert und begann seine Ausbildung zum Schauspieler. Mit einem Bachelor im Theaterbereich in der Tasche wurde Kennedy in weiterer Folge von zahlreichen Universitäten mit herausragenden Theaterprogrammen umworben. Unter den 17 vorliegenden Angeboten entschied sich der angehende Schauspieler für die University of Delaware und deren Theaterprogramm. Hier konzentrierte er sich auf seine Arbeit mit Shakespeare-Werken und trat nach sieben Monaten intensiven Trainings erstmals die Rückkehr nach Los Angeles an, um dort seine Schauspielkarriere in die Gänge zu bekommen. Bereits 2001 hatte er seine erste nennenswerte Rolle, den Charakter Roger in The Kennedys, einem US-amerikanischen Pilotfilm für ein geplantes Remake der britischen Sitcom The Royle Family, inne. Auch in den Jahren danach war Kennedy, der die University of Delaware erfolgreich abschloss, weiterhin als angehender Schauspieler aktiv.
So folgten im Jahr 2002 Auftritte in jeweils einer Episode von Six Feet Under – Gestorben wird immer und Philly, sowie in den zwei Episoden von The Shield – Gesetz der Gewalt; 2003 übernahm er die nicht unwesentliche Rolle des Travis in S.W.A.T. – Die Spezialeinheit. Im selben Jahr war er unter anderem auch in einer Folge von New York Cops – NYPD Blue, sowie im Black-Comedy-Horrorfilm Leprechaun 6: Back 2 tha Hood zu sehen. 2004 wirkte er in jeweils einer Episode von 10-8: Officers on Duty und Medical Investigation mit und war im nachfolgenden Jahr in den Serien Blind Justice – Ermittler mit geschärften Sinnen und Love, Inc. zu sehen. Des Weiteren spielte er 2005 in den Filmen Shackles – Hölle hinter Gittern und In the Mix – Willkommen in der Familie mit und hatte eine wiederkehrende Rolle in Desperate Housewives, wo er in sechs Episoden den Charakter Caleb Applewhite mimte. In weiterer Folge wurde er durch NaShawn Kearse, der den Charakter in den Jahren 2005 bis 2006 noch in insgesamt 17 Episoden darstellte, ersetzt. Darüber hinaus war Kennedy in den Jahren 2005 und 2006 in vier Episoden der Fernsehserie Barbershop, basierend auf dem gleichnamigen Film und dessen Fortsetzung, als Big Trickey zu sehen. Nach Auftritten in jeweils einer Folge von Pepper Dennis, CSI: Den Tätern auf der Spur, Boston Legal und einer Synchronrolle in 24: The Game im Jahr 2006 war er 2007 an jeweils einer Folge von CSI: Miami und My Name Is Earl beteiligt. Außerdem sah man ihn in diesem Jahr in Tony Austins und Hakim Khalfanis Film 4 Life. Ein weiteres wichtiges Engagement hatte er in den Jahren 2006 bis 2007, als er in der Golden Globe prämierten Showtime-Serie Weeds – Kleine Deals unter Nachbarn in elf Episoden in die Rolle des U-Turn schlüpfte.
2008 spielte er in jeweils einer Episode von Raising the Bar und Cold Case – Kein Opfer ist je vergessen mit und mimte den Charakter Bodybag in der Komödie The Life and Times of Marcus Felony Brown. Im Jahr darauf war er vorwiegend in Spielfilmen zu sehen, darunter in Dough Boys, Dance Flick – Der allerletzte Tanzfilm, A Day in the Life, Janky Promoters und See Dick Run. Im Jahr 2010 schaffte er es wieder zu einer Haupt- bzw. Nebenrolle, als er in nahezu der kompletten Staffel von Blue Mountain State als Freshman und startender Quarterback Radon Randell zu sehen war. In Justified und Bones – Die Knochenjägerin kam Kennedy im Jahr 2010 zu Gastauftritten in jeweils einer Episode und wirkte zudem an der Seite von Thomas Lennon in der Komödie The Strip mit. 2011 war er außerdem noch in einer Folge von The Closer zu sehen. 2012 folgten für ihn Auftritte in jeweils einer Folge von The Game und Puppet Cop, sowie an der Seite von Liz Katz in Sam Macaronis Kurzfilm GUNS & GADGETS – The Extractor und in Charles Matthaus Film Freaky Deaky. In einer Vielzahl an Serien war Kennedy auch 2013 beteiligt, als er unter anderem in jeweils einer Episode von Legit, Second Generation Wayans und Southland zu sehen war, sowie in einer Folge von Robot Chicken eine Sprechrolle übernahm. Des Weiteren war er in diesem Jahr an einer zigmillionenfach geklickten Parodie von Robin Thickes Blurred Lines des für seine Parodien bekannten Filmemachers Bart Baker als Synchronsprecher zu hören. Auch im Kurzfilm Movie Date wirkte er in diesem Jahr mit.
In den darauffolgenden Jahren wurde Kennedy des Öfteren für größere Engagements gebucht. 2014 noch in jeweils einer Folge von Chosen und Bad Teacher, sowie der romantischen Komödie The Divorce Party von Regisseur Edy Soto zu sehen, wurde er unter anderem für eine der Hauptrollen in der Polizei- bzw. Krimiserie Backstrom gebucht. In ebendieser Serie sah man ihn im darauffolgenden Jahr 2015 in allen 13 Episoden als Officer Frank Moto. Darüber hinaus sah man ihn 2015 in einer Folge von The Soul Man und Booze Lightyear, sowie in der Komödie Bad Roomies. Auch 2016 war er als Hauptdarsteller in einer Fernsehserie zu sehen; in Rush Hour, basierend auf dem gleichnamigen Film und seinen Fortsetzungen (Rush Hour 2 und Rush Hour 3), war er der Darsteller des Kleinkriminellen Gerald Page und Cousin des von Justin Hires dargestellten Protagonisten Detective James Steven Carter. In seine alte Rolle als Radon Randell schlüpfte Kennedy wieder, als er 2016 in Blue Mountain State: The Rise of Thadland zu sehen war. Weiters spielte er in diesem Jahr in einer Episode von King Bachelor’s Pad, in der er bereits 2013 an einer Folge mitgewirkt hatte, mit und war Darsteller des Charakters Lou in Jason Nashs Filmproduktion FML. In Rhett and Link’s Buddy System der beiden Comedians, YouTuber und Filmemacher Rhett & Link sah man ihn in der kompletten ersten Staffel in der Rolle des Maxwell. Nachdem er im Jahr 2017 keinen einzigen nennenswerten Auftritt verzeichnen konnte, sah man ihn 2018 als DJ in Meg, sowie als Corey Edwards in drei Episoden von Unsolved.
Neben seinen Auftritten in Film und Fernsehen war Kennedy auch ein sehr aktiver und bekannter Viner. Heute (Stand: Februar 2019) ist er mit einer knappen Million Abonnenten vor allem auf Instagram, sowie mit mehreren hunderttausend Abonnenten und Followern auf YouTube und anderen sozialen Netzwerken aktiv. Am 10. März 2017 veröffentlichte der damals 40-Jährige sein erstes Musikalbum als Rapper; dieses trägt den Titel Torn Pages. Außerdem war er des Öfteren als Darsteller in Werbespots zu sehen; so unter anderem 2004 in einem Spot für Twix oder 2013 für Pizza Hut.

## Familie
Zusammen mit seiner Lebensgefährtin Cristina Penland lebt Kennedy heute (Stand: 2019) in Los Angeles. Er ist Vater von drei Söhnen und einer Tochter, sowie Großvater eines Enkelsohnes.

## Page Kennedys deutschsprachige Synchronsprecher
Bisweilen hatte Page Kennedy in den diversen deutschsprachigen Synchronfassungen der Filme und Serien, an denen er mitgewirkt hatte, zahlreiche verschiedene Synchronsprecher und somit noch keinen Standardsprecher. Einer der am häufigsten in der Deutschen Synchronkartei aufgeführte Sprecher Kennedys ist Jan-David Rönfeldt, der ihm unter anderem in den Fernsehserien Six Feet Under – Gestorben wird immer, Boston Legal, CSI: Miami, Blue Mountain State und Backstrom die deutsche Stimme lieh. Weitere mehrfach eingesetzte Synchronsprecher waren Michael Deffert (Bones – Die Knochenjägerin und Weeds – Kleine Deals unter Nachbarn), Tobias Kluckert (S.W.A.T. – Die Spezialeinheit und My Name Is Earl) und Dennis Schmidt-Foß (In the Mix – Willkommen in der Familie und Meg). In der Deutschen Synchronkartei nur einmal als Kennedys Synchronsprecher gelistet sind Oliver Mink (Justified), Boris Tessmann (Chosen), Jesco Wirthgen (Legit), Alexander Brem (Rush Hour) und Stefan Günther (Leprechaun 6: Back 2 tha Hood).

## Filmografie (Auswahl)
Filme
- 2001: The Kennedys
- 2003: S.W.A.T. – Die Spezialeinheit (S.W.A.T.)
- 2003: Leprechaun 6: Back 2 tha Hood
- 2005: Shackles – Hölle hinter Gittern (Shackles)
- 2006: In the Mix – Willkommen in der Familie (In the Mix)
- 2007: 4 Life
- 2008: The Life and Times of Marcus Felony Brown
- 2009: Dough Boys
- 2009: Dance Flick – Der allerletzte Tanzfilm (Dance Flick)
- 2009: A Day in the Life
- 2009: Janky Promoters
- 2009: See Dick Run
- 2010: The Strip
- 2012: Freaky Deaky
- 2012: GUNS & GADGETS – The Extractor (Kurzfilm)
- 2013: Movie Date (Kurzfilm)
- 2013: Robin Thicke: Blurred Lines Parody (Kurzfilm)
- 2014: The Divorce Party
- 2015: Bad Roomies
- 2016: Blue Mountain State: The Rise of Thadland
- 2016: FML
- 2018: Meg (The Meg)
- 2023: Meg 2: Die Tiefe (Meg 2: The Trench)

Serien
- 2002: Six Feet Under – Gestorben wird immer (Six Feet Under, 1 Episode)
- 2002: Philly (1 Episode)
- 2002: The Shield – Gesetz der Gewalt (The Shield, 2 Episoden)
- 2003: New York Cops – NYPD Blue (NYPD Blue, 1 Episode)
- 2004: 10-8: Officers on Duty (1 Episode)
- 2004: Medical Investigation (1 Episode)
- 2005: Blind Justice – Ermittler mit geschärften Sinnen (Blind Justice, 1 Episode)
- 2005: Love, Inc. (1 Episode)
- 2005–2006: Barbershop (4 Episoden)
- 2006: Desperate Housewives (6 Episoden)
- 2006: Pepper Dennis (1 Episode)
- 2006: CSI: Den Tätern auf der Spur (CSI: Crime Scene Investigation, 1 Episode)
- 2006: Boston Legal (1 Episode)
- 2006–2007: Weeds – Kleine Deals unter Nachbarn (Weeds, 11 Episoden)
- 2007: CSI: Miami (1 Episode)
- 2007: My Name Is Earl (1 Episode)
- 2008: Raising the Bar (1 Episode)
- 2008: Cold Case – Kein Opfer ist je vergessen (Cold Case, 1 Episode)
- 2010: Justified (1 Episode)
- 2010: Bones – Die Knochenjägerin (1 Episode)
- 2010–2011: Blue Mountain State (13 Episoden)
- 2011: The Closer (1 Episode)
- 2012: The Game (1 Episode)
- 2012: Puppet Cop (Miniserie, 1 Episode)
- 2013: Legit (1 Episode)
- 2013: Second Generation Wayans (1 Episode)
- 2013: Southland (1 Episode)
- 2013 + 2016: King Bachelor’s Pad (2 Episoden)
- 2014: Chosen (1 Episode)
- 2014: Bad Teacher (1 Episode)
- 2015: The Soul Man (1 Episode)
- 2015: Backstrom (13 Episoden)
- 2015: Booze Lightyear (1 Episode)
- 2016: Rush Hour (13 Episoden)
- 2016: Rhett and Link’s Buddy System (8 Episoden)
- 2018: Unsolved (3 Episoden)

Synchronrollen
- 2006: 24: The Game (Videospiel)
- 2013: Robot Chicken (Fernsehserie, 1 Episode)